# Chris Wiggins
Chris Wiggins (Blackpool, Anglia, 1931. január 13. – Elora, Ontario, 2017. február 19.) angliai születésű kanadai színész, szinkronszínész.

## Filmjei

### Mozifilmek
- Szabad az út (High-Ballin') (1978)
- Törvényes gyilkosság (Murder by Decree) (1979)
- Egy dühös ember (L'homme en colère) (1979)
- Gondos bocsok 2. (Care Bears Movie II: A New Generation) (1986, hang)
- Babar: A győzelem ünnepe (Babar: The Movie) (1989, hang)
- Aki kapja, marha! (Married to It) (1991)
- A szülőotthon rejtélye (Butterbox Babies) (1995)
- Meghasadt dallamok (Voices) (1995)
- Harisnyás Pippi – A Villekulla-villa (Pippi Longstocking) (1997)
- Babar: Az elefántok királya (Babar: King of the Elephants) (1999, hang)

### Tv-filmek
- Fedőneve: Rettenthetetlen (A Man Called Intrepid) (1979)
- Kavik hazatér (The Courage of Kavik, the Wolf Dog) (1980)
- Misztikus játék (Mazes and Monsters) (1982)
- Verseny az Északi sarkért (Cook & Peary: The Race to the Pole) (1983)
- Az ember és a gép (Ford: The Man and the Machine) (1987)
- Kiáltás az éjszakában (A Cry in the Night) (1992)
- Lukas hosszú útja (By Way of the Stars) (1992–1993)
- Fekete Róka (Black Fox) (1995)
- Fekete Róka: A béke ára (Black Fox: The Price of Peace) (1995)
- Sorsdöntő bizonyíték (Evidence of Blood) (1998)
- Franklin csodás karácsonya (Franklin's Magic Christmas) (2002)
- A szívtipró zenész (The Piano Man's Daughter) (2003)

### Tv-sorozatok
- Péntek 13 (Friday the 13th: The Series) (1987–1990, 65 epizódban)
- Babar (1989–1991, 65 epizódban, hang)
- Trópusi hőség (Sweating Bullets) (1991, egy epizódban)
- Rupert maci kalandjai (Rupert) (1991, 13 epizódban, hang)
- Váratlan utazás (Road to Avonlea) (1992, egy epizódban)
- Kung fu: A legenda folytatódik (Kung Fu: The Legend Continues) (1993, egy epizódban)
- Robotzsaru (RoboCop) (1994, egy epizódban)
- Varázslatos álmok (Sailor Moon) (1995, három epizódban, hang)
- Tesz-Vesz város (The Busy World of Richard Scarry) (1993–1997, 36 epizódban, hang)
- Végsebesség (Fast Truck) (1997, egy epizódban)
- A bolygó neve: Föld (Earth: Final Conflict) (1998, egy epizódban)
- Kisemberek (Little Men) (1999, egy epizódban)
- Franklin (2000, 2004, négy epizódban)
- Babar és Badou kalandjai (Babar and the Adventures of Badou) (2010–2011, 11 epizódban)